# Віртуальна авіакомпанія
В економіці віртуальна авіакомпанія – це авіакомпанія, яка передала якомога більше можливих операційних і бізнес-функцій, але все ще зберігає ефективний контроль над своїм основним бізнесом.  Така авіакомпанія зосереджується на управлінні мережею авіаційних перевезень і передає непрофільну діяльність іншим організаціям.  Укладання контрактів на послуги в авіаційній галузі стало настільки поширеним, що багато перевізників можна класифікувати як такі, що мають ознаки віртуальної авіакомпанії. Хоча це залишається спірним: чи відповідають будь-які поточні перевізники строгому визначенню цього терміна.  
Термін часто використовується для опису туристичних компаній і квиткових агентств, які рекламують себе як авіакомпанії, але не мають сертифіката авіаоператора та не мають контракту з одним або декількома сертифікованими операторами на польоти та технічне обслуговування літаків, часто за чартерною угодою. Незважаючи на те, що літак експлуатується іншими особами з нормативної точки зору, літак може мати вигляд віртуальної авіакомпанії та може належати цій компанії чи орендуватися нею.

## Походження
Віртуальні авіалінії виникли в Сполучених Штатах Америки після різких змін, спричинених Законом про дерегуляцію авіакомпаній 1978 року. У роки гіперконкуренції відразу після дерегуляції основні авіакомпанії вважали, що конкурувати з перевізниками-початківцями на багатьох маршрутах, які вони зараз обслуговують, стає дедалі невигідніше. Замість того, щоб повністю відмовитися від маршрутів, великі перевізники часто укладали маркетингові домовленості з меншими авіакомпаніями, щоб літати під «вивіскою», або лівреєю, більшої авіакомпанії. Ці регіональні авіакомпанії, імітуючи відомі великі авіакомпанії в рекламі та прагнучи зробити сполучення якомога більш безперешкодними, незабаром відмовилися від власних місцевих маршрутів. У більшості випадків регіональні авіакомпанії вважали більш вигідним обслуговувати магістральні вузли як додаткову операцію, а не працювати самостійно.

## Список віртуальних авіакомпаній

### Африка
- Cally Air
- FlyNamibia
- LIFT Airline

### Європа
- Air Croatia (припинила існування)
- Air Leap (припинила існування)
- Air Norway (припинила існування)
- Air Prishtina
- AirGotland
- Airseven
- Alpeflyet (припинила існування)
- Alsie Express
- Anadolujet
- Andorra Airlines
- Arctic Airlink (припинила існування)
- BRA Braathens Regional Airlines
- Citywing (припинила існування)
- Color Air (припинила існування)
- CU Airlines
- Evolavia (припинила існування)
- Fly Marche (припинила існування)
- flyBAIR
- FlyNonstop (припинила існування)
- Global Reach Aviation
- Green Airlines (припинила існування)
- IGavion (припинила існування)
- Jetisfaction (припинила існування)
- Kosova Airlines
- Krohn Air (припинила існування)
- L'odyssey
- Level
- Lübeck Air
- Manx2 (припинила існування)
- MeerExpress (припинила існування)
- Melilla Airlines (припинила існування)
- MyWings
- Niceair
- Rhein-Neckar Air
- Sky Greenland (припинила існування)
- SkyAlps
- Skåneflyg
- Snowbird Airlines (припинила існування)
- Soder Airlines (припинила існування)
- Spanjet (припинила існування)
- Sveaflyg
- Sverigeflyg (припинила існування)
- Teddy Air (припинила існування)
- Trawel Fly (припинила існування)
- UEP!Fly
- Vildanden (припинила існування)
- Vizion Air
- Västflyg

### Північна Америка

#### З обладнанням магістрального типу
- Aeroflyer
- Amazon Air
- Cal Jet Air (припинила існування)
- Direct Air (припинила існування)
- Greyhound Air (припинила існування)
- Hooters Air (припинила існування)
- Midwest (припинила існування)
- OWG
- Peoplexpress (припинила існування)
- Roots Air (припинила існування)
- Sky Cana
- SkyValue (припинила існування)
- Tahoe Air (припинила існування)
- Western (припинила існування)

#### З обладнанням регіонального типу
- Air Canada Express
- Aleutian Airways
- American Eagle [5]
- Blade
- Branson Air Express (припинила існування)
- Buzz (припинила існування)
- Chalk's Ocean Airways (після рейсу 101 припинила існування)
- Delta Connection
- Delta Shuttle
- FLOAT Shuttle
- Go! (припинила існування)
- Go!Express (припинила існування)
- JetSuiteX
- NewLeaf (припинила існування)
- OneJet (припинила існування)
- Hageland Aviation Services (припинила існування)
- Southern Skyways
- Taos Air
- Ultimate Air Shuttle
- United Express